# Caterpillar Vol.7
Caterpillar Vol.7 è una compilation di brani trasmessi nella quinta edizione della trasmissione radiofonica Caterpillar, in onda su Radio 2. La compilation fa parte della serie dal titolo Caterpillar. Quando il fine giustifica gli automezzi ed è stata pubblicata nell'estate del 2004. Il disco contiene 16 brani di autori vari.

## Autori presenti sul disco
La raccolta presenta numerosi gruppi italiani, che rappresentano stili eterogenei: si va dal Jazz-Ska dei veneziani Ska-J al Folk siciliano dei palermitani Akkura, contaminato da sonorità esotiche, al mix di Reggae, dub, Rocksteady e Ska dei Radici nel Cemento di Fiumicino, al Rockabilly, Rocksteady, Punk rock e Country dei The Hormonauts. Sono inoltre presenti brani di Banda Osiris con gli Ska-J, della cantante Petra Magoni con il contrabbassista e compositore Ferruccio Spinetti, di Luca Morino dei torinesi Mau Mau e dei sardi Andhira.
Il mondo francofono è rappresentato dai franco-spagnoli Sergent Garcia, che suonano un misto di Reggae, Salsa Muffin, ritmi africani e un po' di Rock, con testi ispirati a temi di amore e povertà, al Subcomandante Marcos e allo sciamanesimo, dalla World music dell'algerina Souad Massi, dal Reggae dell'ivoriano Tiken Jah Fakoli e dal brano Belleville rendez-vous tratto da Les Triplettes de Belleville.
Dalla Gran Bretagna arrivano il mix di Rock, Ska e New Wave di Terry Hall e l'Anarcho punk dei Chumbawamba.
Il disco è completato dal Punk rock-Ska del basco Fermin Muguruza e dal Jazz Fusion del musicista svedese–turco Ilhan Ersahin.

## Tracce
1. Guarda Che Luna di Petra Magoni e Ferruccio Spinetti (Magoni, Gualtiero) 2:26
2. Fly di Ilhan Ersahin (Ersahin, Sakpinar) 3:29
3. Moleskine ballad di Luca Morino (L. Morino, M. Curallo) 3:50
4. Ten eleven di Terry Hall & MushtaQ (Hall, Omar, Albarn, Oujdi) 4:57
5. Zibizuria di Fermin Mugunuza (F. Mugunuza) 4:19
6. Baba di Tiken Jah Fakoli feat. Tribo De Jah (T. J. Fakoli) 4:48
7. Ghir enta di Souad Massi (S. Massi) 5:05
8. La guerra di Piero/ Terzo incontro degli Andhira (F. De André / L. Nulchis, A. Cabiddu) 4:31
9. We don't want to sing along  dei Chumbawamba (Chumbawamba) 3:17
10. Mi ultima voluntad (tonite) dei Sergent Garcia (B. Garcia) 4:24
11. Skadele degli Ska-J (M. Forieri, F. Duse) 3:44
12. Boucherie degli Akkura (S. Serradifalco) 3:23
13. Belleville rendez-vous di Les Triplettes de Belleville (B. Charest, S. Chomet) 3:07
14. Staying alive dei The Hormonauts (B. Gibb, R. Gibb, M. Gibb) 3:17
15. Er traffico de Roma dei Radici nel Cemento (A. Bono) 4:10
16. Movite di Banda Osiris & Ska-J (G. L. Carlone, R. Carlone, G. Macrí, M. Forieri) 4:04